# Lanrivoaré
Lanrivoaré (bretonisch Lañriware) ist eine französische Gemeinde mit 1539 Einwohnern (Stand 1. Januar 2022) im Nordwesten der Bretagne im Département Finistère.

## Lage
Die Gemeinde befindet sich nahe der Atlantikküste der Côte des Abers und der Bucht von Brest.
Brest liegt 14 Kilometer südöstlich und Paris etwa 520 Kilometer östlich (Angaben in Luftlinie).

## Verkehr
Bei Brest enden die Europastraße 60 (Brest–Nantes) und die Europastraße 50 (Brest–Rennes). Der Bahnhof von Brest ist Endpunkt des TGV Atlantique nach Paris sowie der Regionalbahnlinien in Richtung Rennes und Nantes.
Nahe der Großstadt Brest befindet sich der Regionalflughafen Aéroport de Brest Bretagne.

## Bevölkerungsentwicklung
| Jahr                       | 1962 | 1968 | 1975 | 1982 | 1990 | 1999 | 2006 | 2017 |
| Einwohner                  | 715  | 695  | 722  | 955  | 1271 | 1290 | 1333 | 1464 |
| Quellen: Cassini und INSEE |      |      |      |      |      |      |      |      |

## Sehenswürdigkeiten
- Kirche Saint-Rivoaré

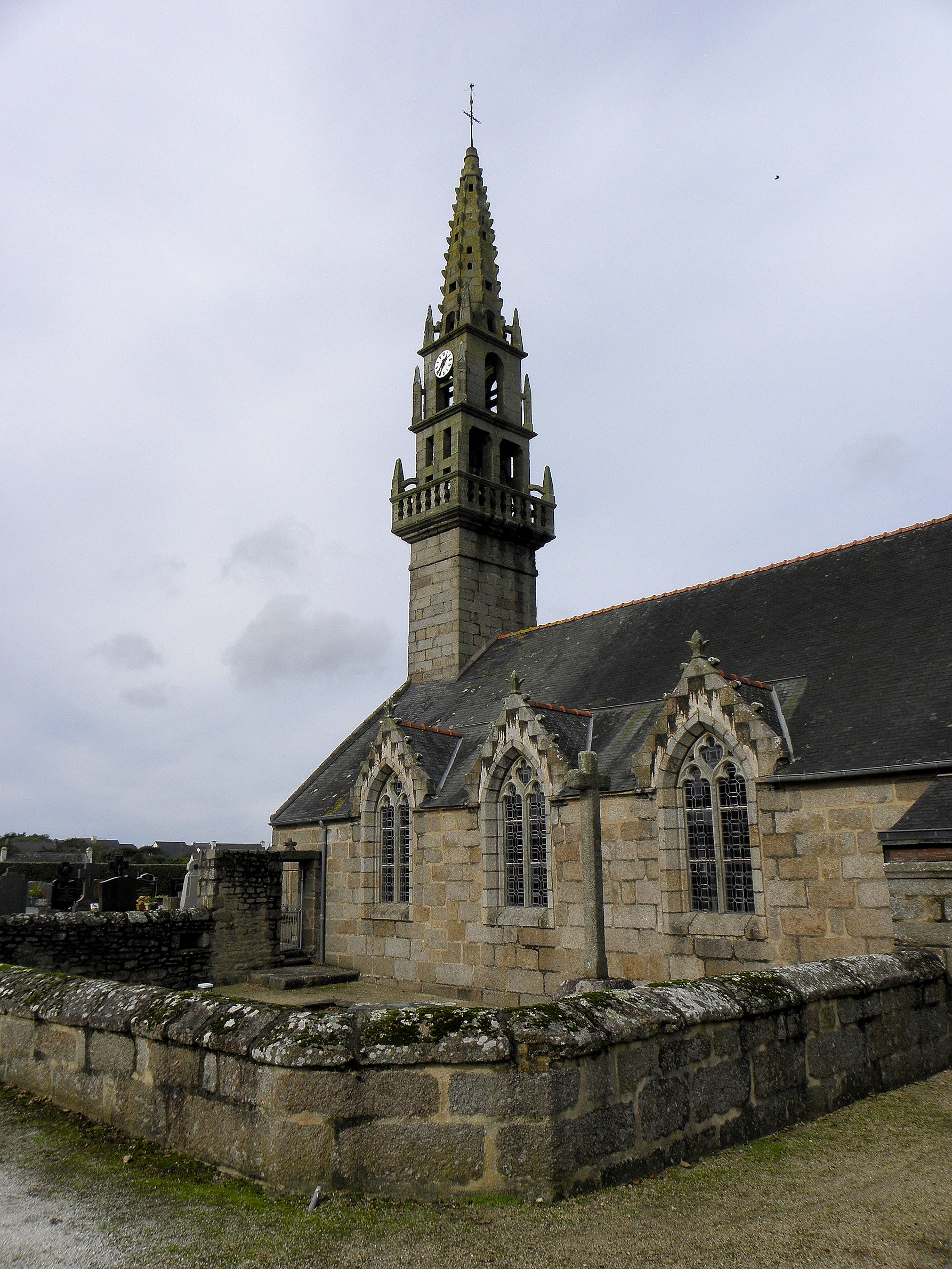
Kirche Saint-Rivoaré

Siehe auch: Liste der Monuments historiques in Lanrivoaré